# John Ruggie
John Ruggie (Graz, 18 de outubro de 1944 — 16 de setembro de 2021) foi um professor universitário de Direitos Humanos e Relações Internacionais austro-americano.
Foi representante especial na ONU para a área de negócios e direitos humanos e professor da Universidade de Harvard.
No dia 17 de abril de 2009 esteve no Parlamento Europeu, em Bruxelas, onde participou numa audição sobre o tema, organizada pela subcomissão dos Direitos Humanos.